# Stropicy (obwód kurski)
Stropicy (ros. Стропицы) – wieś (ros. деревня, trb. dieriewnia) w zachodniej Rosji, w sielsowiecie bierieznikowskim rejonu rylskiego w obwodzie kurskim.

## Geografia
Miejscowość położona jest w pobliżu rzeki Sejm, 1,5 km od centrum administracyjnego sielsowietu bierieznikowskiego (Bieriezniki), 7 km od centrum administracyjnego rejonu (Rylsk), 100 km od Kurska.
W granicach miejscowości znajduje się 88 posesji.

## Demografia
W 2010 r. miejscowość zamieszkiwały 143 osoby.